# 仙境傳說 (動畫)
《仙境傳說》（Ragnarok the Animation）改編自知名的韓國線上遊戲《仙境傳說》的日本動畫作品。於2004年6月至2004年9月間在東京電視台播放，全26話。台灣在2005年6月27日由台灣電視公司主頻道首播。

## 故事簡介
這是年輕冒險者們在這個不斷發生異變的盧恩─米德加爾特王國裡，所發生的浪漫歷險故事。 優法在哥哥吉歐的墓前告别後，便再次與幼年玩伴羅安宿命地重逢，並一起去对抗潜伏在黑暗裡的阴谋。这对童年的伴侣无所凭依，也没有发现即將到來的命运會如何。
此外，两人的冒险之旅中，各種不同個性的伙伴也会陸續登场。像是和宠物波利“波伊波伊”一起旅行的商人玛亞；喜欢占卜，弓箭技术超群的猎人茱蒂葉；經常遮眼起来，充滿神秘氣息的魔法师達姬烏絲。还有，在和不同冒险者的相會中，她们所引發的情節亦為故事增添了许多色彩。到底他们未來的命运会是如何呢…！？

## 登場角色

### 主要角色
優法（Yufa，聲優：日：水樹奈奈｜台：龍顯蕙｜港：劉惠雲）
本作女主角，前期職業為服事，後期為祭司。個性天然但又熱心的藍髮少女，使用流星槌當武器，日常生活極其邋遢，睡覺時衣服隨便亂扔，連頭髮都必須要羅恩來綁。因為哥哥吉歐被惡魔控制，而在對羅安的愛與哥哥的感情中左右搖擺，也一度遭到控制，但最後被羅安以死亡喚醒，與羅安合作擊敗了魔王。之後與羅安結婚了。
羅安（Roan，聲優：日：阪口大助｜台：吳東原｜港：鄧肇基）
本作男主角，前期職業為劍士，後期為十字軍。非常冒失但是又很愛裝強的紅髮少年小子，使用武器雙手劍→火靈之劍→單手劍→魔刀‧吞神。因為對優法的愛，一直積極希望自己變強，甚至一度失去理智，但最後被化身成十字軍的黑女巫幫助，成為一名十字軍，主修盾牌與聖十字技術。後來面對遭到控制的優法以被她殺死來喚醒她，並隨後被優法復活。最後與優法一起擊敗了魔王。之後與優法結婚了。
瑪亞（Maya，聲優：桃井晴子｜台：劉如蘋｜港：吳梅）
職業為商人，身旁總帶著一隻寵物波利。樂觀開朗，是團隊中非常活躍的開心果。平常不戰鬥，但必要時會使用毀滅之斧來戰鬥，而後期雖未轉職，卻會使出煉金術士特有的藥水投擲來幫助戰鬥。口頭禪和奉行座右銘「這是生意」，大部分時候幫忙都要求報酬，但有時也義務相助，羅安的火靈之劍也是她購買的。最後使用金錢攻擊將魔王的能量石擊碎，為擊敗魔王打下關鍵。在達姬烏絲戰死後，持有她的法杖。
達姬烏絲（Takius，聲優：日：久川綾｜台：姚敏敏｜港：張雪儀）
前期職業為魔法師，後期為賢者。來歷不明的神祕女子，容貌美麗成熟。專修冰雷系魔法，法力強大，對外人非常冷漠警戒，但在主角群的陪伴下漸漸敞開心胸。眼睛隨時用老師給予的頭巾遮住。由於受到投向惡魔的老師暗中控制，因此常常在無意識中做出與本意不合的舉動，但最後因為老師的任意屠殺而驚醒，轉職為賢者起而反抗。於25話與老師戰鬥時同歸於盡，但在26話中還是以靈魂意識的方式短暫出現幫助主角群對抗魔王。遺物法杖由瑪亞持有。
茱蒂葉（Judia，聲優：日：荒川美奈子｜台：劉如蘋）
職業為獵人。擁有薑黃色的短髮和深色皮膚，身材豐滿，但是個性有點過激，是敢愛敢恨的直線豪放女。曾經被伊魯卡所救，因此非常喜歡伊魯卡，但是對於伊魯卡隨時隨地的冷漠寡言態度感到很挫敗，最後決定把握當下並在伊魯卡養傷時懷下他的孩子。養有一隻獵鷹。在伊魯卡戰死後成為單親媽媽與主角們一起繼續旅行。
伊魯卡（Iruga，聲優：中井和哉｜港：陳廷軒）
職業為刺客。白色刺猬頭，戰鬥時會將圍巾掩住半張臉。與優法的哥哥吉歐是好朋友，一起看顧仍是初新者時的羅安與優法，但是目睹吉歐為掩護他們而被魔鬼殺死（事實為被魔鬼抓走）使他對於週遭人事物變得冷漠無情，但是心中仍充滿歉疚，並極力彌補過錯。使用兩支拳刃，也善於用毒。於26話與吉歐對決，雙雙戰死。與茱蒂葉生有一子。

### 反派角色
吉歐（Keough，聲優：子安武人）
職業為為騎士。金色長頭髮。優法的親哥哥和伊魯卡的摯友。他在古城為了掩護伊魯卡把優法和羅安帶離古城而被死靈騎士重傷俘虜。結果他被黑暗之王誘惑，導致他心懷强烈的仇恨，以“黑霧”（Haze，ヘイズ）之名並戴著面具行動。他在夢羅克的金字塔裡向羅安等人面前露出真面目，因此令羅安和優法陷入絕望和迷茫，後來他又令伊魯卡身中無法救治的奇毒。在克魔島時，吉歐利用優法她對兄長的思念控制著她，把她帶到古城中並取走靈魂獻給黑暗之王。最後吉歐與伊魯卡在古城中的決鬥相殺而亡，而靈魂就棄暗投明並與妹妹優法告別。
謝菲魯（Zephyr，聲優：野澤那智）
職業為為巫師。達姬烏絲的師父，魔力强大之餘身手也非常敏捷。曾經因為魔法實驗失敗而喪失妻兒，從而變得瘋癲，還受到黑暗之王的誘惑。他為了去追求所謂的“真理”，手段非常心狠手辣。他先在背後操控達姬烏絲，後期還親自出馬去對魔物進行大量的殺戮。最後在古城與轉職為賢者的舊徒達姬烏絲決戰時，遭到黑暗之王的暗算，他才覺悟到自己被利用了，最後他跟達姬烏絲一起死在自己發動的怒雷強擊之中。
吉爾塔絲（Zealotus，聲優：鈴木麻里子）
黑暗之王的僕人，使用鞭子戰鬥，還能召喚魔物。她有著虐待狂的性格，愛看他人的痛苦為樂。由於她是魔物與人類的混血兒，導致她和母親遭到世人的排擠，令她對人類懷著極大的怨恨。她非常反感跟魔物做朋友的瑪亞並處處針對她，還令瑪亞的魔物好友愛麗絲異變誘使瑪亞殺死了她，瑪亞知道真相後決定跟她不共戴天。最後在克魔島中被放下仇恨的瑪亞感化，但爲了從謝菲魯的怒雷強擊中保護瑪亞而犧牲。後來吉爾塔絲與愛麗絲的靈魂一起喚醒掉進古城地底的瑪亞，指引她靈魂水晶的方向。吉爾塔絲的原型也是游戲裡名爲“艾斯恩魔女”的魔物。
黑暗之王（Dark Lord，聲優：秋元羊介）
封印在克雷斯特漢姆古城的魔王，整個事件的幕後黑手。他爲了得到“七種大罪”的靈魂作為能量令他解除封印再度征服世界，他誘惑吉歐、謝菲魯和吉爾塔絲成爲他的手下，到處製造混亂收集這些靈魂。最後他因爲七個靈魂水晶被瑪亞用金錢攻擊擊碎而失去力量，令羅安和優法趁機會使出聖十字攻擊和十字驅魔攻擊而被再度被封印，之後封印住他的鏡子也被巴風特擊碎，令他永無翻身之日。

### 次要角色
愛麗絲（Alice，聲優：中島沙樹）
居住在艾爾貝塔港口的貨倉裡，穿著女僕服裝的少女人形魔物，她每天只會在貨倉裡打掃，不會說人話但聽得懂。愛麗絲是瑪亞唯一的談心對象，當瑪亞回到艾爾貝塔就會找她約會玩耍。可是吉爾塔絲對愛麗絲下詛咒，令她異變成怪獸破壞城鎮，可是瑪亞認不出她導致瑪亞下狠手殺死了她，因此令瑪亞悔恨不已和跟吉爾塔絲結仇。但是愛麗絲的靈魂勸瑪亞原諒她，之後在古城跟吉爾塔絲一起引導瑪亞。游戲裏的原型是魔物“愛麗絲女僕”。
巴風特（Baphomet，聲優：麥人）
MVP級魔物，體型巨大的羊人型魔物，力大無窮，使用巨錘戰鬥（在游戲裡他用的是巨鐮）。他跟騎士吉歐和刺客伊魯卡交過手，結果左眼被伊魯卡用拳刃割盲。雖然他討厭人類，但他重視禮節，有恩必報。他不齒黑暗之王操弄企圖解除封印的陰謀，就以報答茱蒂葉在鐘塔地下救了他兒子巴風特Jr.的恩情，向羅安等人提供黑暗之王的手下行動的情報。當羅安一行人在古城内成功把黑暗之王再次封印後，巴風特把封印黑暗之王的鏡子打碎，以防他再度捲土重來。
黑女巫（Melopsum，聲優：落合るみ）
克魔島傳説中的魔女。她先後化身作十字軍、弓箭手和武僧來點化羅安，最後她在克魔島中顯露真身並考驗他，羅安通過考驗後，魔女將她封印自己的神兵利器-魔刀‧吞神交給他去對付黑暗之王。

## 製作人員
- 原作：Gravity Inc.、GungHo Online Entertainment, Inc.
- 總導演、人物原案：李命進
- 導演：岸誠二
- 系列構成：三井秀樹
- 動畫人物設定：篠原健二
- 怪物設計：宮本崇
- 總作畫監督：宍倉敏
- 動畫總監：中島豊秋
- 攝影監督：Jung Joo Ree
- 美術監督：鈴木恵美
- 色彩設定：酒井美晴
- 音響監督：井澤基
- 音樂：朝倉紀行
- 音樂製作：Frontier Works
- 製作人：Cheong Dae Sik、堀誠一
- 企劃製作：G&G Entertainment、GDH
- 動畫制作：GONZO、G&G Entertainment
- 製作：RAGNAROK THE ANIMATION製作委員會

## 主題曲
片頭曲「We are the Stars」
作詞・作曲・編曲 - 佐藤晃 / 歌 - 山崎麻衣美
片尾曲「Alive」
作詞・作曲・編曲 - 佐藤晃 / 歌 - 山崎麻衣美

## 各話列表
| 話數 | 日文標題 | 中文標題                   | 脚本     | 分鏡             | 演出             | 作画監督                                 |
| ---- | -------- | -------------------------- | -------- | ---------------- | ---------------- | ---------------------------------------- |
| 1    |          | 這把劍為何而在？           | 三井秀樹 | 岸誠二           | 中島豊秋 岸誠二  | 宍倉敏                                   |
| 2    |          | 請多指教!哥哥。            | 三井秀樹 | 浅井義之         | 浅井義之         | をがわいちろを                           |
| 3    |          | 我相信                     | 三井秀樹 | ながはまのりひこ | ながはまのりひこ | 河合静男                                 |
| 4    |          | 那是你的力量嗎？           | 三井秀樹 | あきつ南         | 鈴木幸雄         | 六角輝                                   |
| 5    |          | 你剛剛說什麼？             | 北条千夏 | 三田浩士         | 白石道太         | 河合静男 Yoo Seung Hee                   |
| 6    |          | 誰也不能阻止我             | 三井秀樹 | 岡崎幸男         | 白石道太         | をがわいちろを                           |
| 7    |          | 你能安慰我嗎？             | 三井秀樹 | 浅井義之         | 浅井義之         | Yoo Seung Hee                            |
| 8    |          | 不了解生命尊嚴的人是不幸的 | 北条千夏 | ながはまのりひこ | ながはまのりひこ | Ha Hyun Jo                               |
| 9    |          | 一切都是為了真理           | 三井秀樹 | 鈴木幸雄         | 鈴木幸雄         | 六角輝                                   |
| 10   |          | 你是哥哥吧!                | 三井秀樹 | 三田浩士         | 白石道太         | 芳田貴彦                                 |
| 11   |          | 在這個世界上只有失望       | 三井秀樹 | 岡崎幸男         | 日巻裕二         | をがわいちろを                           |
| 12   |          | 我真的不行嗎...            | 北条千夏 | 桝井剛           | 桝井剛           | 山沢実                                   |
| 13   |          | 守護的東西                 | 三井秀樹 | 浅井義之         | 浅井義之         | 柳昇希                                   |
| 14   |          | 你為什麼不回答我呢？       | 三井秀樹 | ながはまのりひこ | ながはまのりひこ | Ha Hyun Jo                               |
| 15   |          | 沒問題，有我在             | 三井秀樹 | 桝井剛           | 桝井剛           | Kim Dae Hoon                             |
| 16   |          | 什麼都無法拯救             | 北条千夏 | 三田浩士         | 白石道太         | 六角輝 Yoo Seung Hee Kim Dae Hoon        |
| 17   |          | 妳也早已經被玷污了         | 三井秀樹 | 平塚住雄         | 芳田貴彦         | 芳田貴彦 Ha Hyun Jo Yoo Seung Hee        |
| 18   |          | 大家都明白的               | 三井秀樹 | 浅井義之         | 浅井義之         | をがわいちろを Ha Hyun Jo                |
| 19   |          | 要永遠在一起喔             | 三井秀樹 | 加藤顕           | 加藤顕           | 志賀道憲 Kim Dae Hoon                    |
| 20   |          | 已經無所謂了…              | 北条千夏 | 桝井剛           | 中島豊秋         | Yoo Seung Hee                            |
| 21   |          | 我需要妳                   | 三井秀樹 | ながはまのりひこ | ながはまのりひこ | Ha Hyun Jo                               |
| 22   |          | 寂寞的人是誰呢             | 三井秀樹 | 三田浩士         | 白石道太         | をがわいちろを                           |
| 23   |          | 再見了…                    | 三井秀樹 | 桝井剛           | Kim Min Su       | Kim Dae Hoon 六角輝                      |
| 24   |          | 一切的終結之所             | 三井秀樹 | 鈴木幸雄         | 日巻裕二         | Yoo Seung Hee                            |
| 25   |          | 注意到錯誤的人             | 三井秀樹 | 浅井義之         | 浅井義之         | Ha Hyun Jo                               |
| 26   |          | 為了我們的未來             | 三井秀樹 | 岸誠二           | 岸誠二 中島豊秋  | Ha Hyun Jo Yoo Seung Hee 平野絵美 六角輝 |

## 播放電視台
| 東京電視台 星期二01:30～02:00 | 東京電視台 星期二01:30～02:00           | 東京電視台 星期二01:30～02:00 |
| ----------------------------- | --------------------------------------- | ----------------------------- |
|                               | 仙境傳說 （2004年4月6日—2004年9月28日） |                               |
| らぶドキュ!                   | 抓鬼天狗幫                              |                               |

### 台灣
| 台灣電視台 星期一至五17:30～18:00 | 台灣電視台 星期一至五17:30～18:00 | 台灣電視台 星期一至五17:30～18:00 |
| --------------------------------- | --------------------------------- | --------------------------------- |
|                                   | 仙境傳說 （2005年6月27日—8月5日） |                                   |
| 我們這一家                        | 待查                              |                                   |

## 外部連結
- 仙境傳說動畫官方網站（日語）